# NGC 5278
NGC 5278 est une vaste galaxie spirale située dans la constellation de la Grande Ourse. NGC 5278 a été découverte par l'astronome germano-britannique William Herschel en 1789.

## Description
La vitesse de NGC 5278 par rapport au fond diffus cosmologique est de 7 697 ± 26 km/s, ce qui correspond à une distance de Hubble de 113,5 ± 8,0 Mpc (∼370 millions d'al).
NGC 5278 est en interaction gravitationnelle avec la galaxie NGC 5279. Cette paire de galaxies figure d'ailleurs dans l'atlas des galaxies particulières de Halton Arp sous la cote Arp 239.
La classe de luminosité de NGC 5278 est II. Le noyau de cette galaxie présente un sursaut de formation d'étoiles (SBNG starburst nucleus galaxies) et il s'agit d'une galaxie active de type Seyfert 2. De plus, NGC 5278 est possiblement une galaxie LINER, c'est-à-dire une galaxie dont le noyau présente un spectre d'émission caractérisé par de larges raies d'atomes faiblement ionisés. NGC 5278 est aussi une galaxie dont le noyau brille dans le domaine de l'ultraviolet. Elle est inscrite dans le catalogue de Markarian sous la cote Mrk 271 (MK 271).

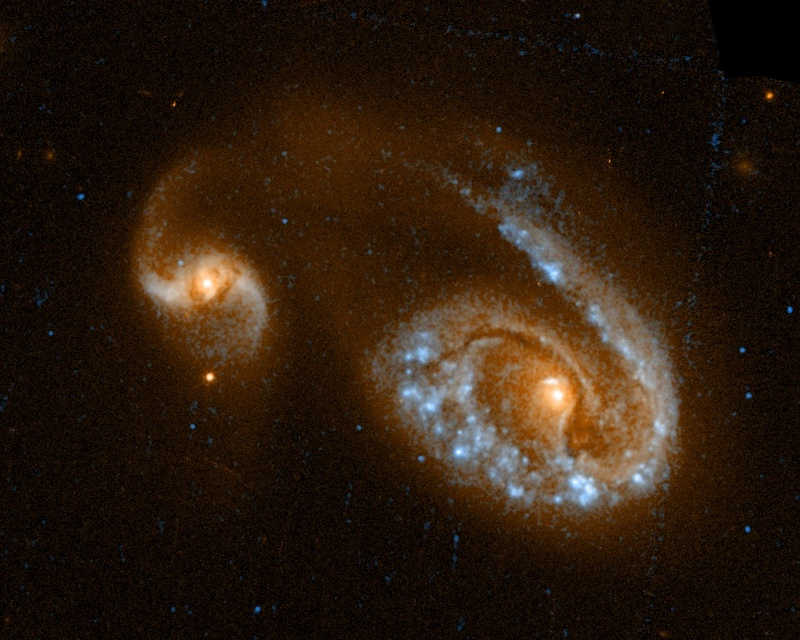
La paire de galaxies NGC 5278 et NGC 5279.

## Supernova
La supernova SN 2001ai a été découverte dans NGC 5278 le 28 mars par M. Modjaz et W. D. Li de l'université de Californie à Berkeley dans le cadre du programme LOTOSS de l'observatoire Lick. Cette supernova était de type Ic.

## Groupe de NGC 5278
Selon Abraham Mahtessian, NGC 5278 et UGC 8671 (noté 1339+5554 dans son article, une malheureuse abréviation pour CGCG 1339.5+5554) forment une paire de galaxies. Mahtessian mentionne en plus que NGC 5278 et NGC 5279 forme une paire de galaxies. En réalité, ces galaxies forment donc un trio de galaxies, le groupe de NGC 5278. L'autre galaxie dans la même région de la sphère céleste est PGC 48439. Avec une vitesse radiale de 11 939 km/s, cette galaxie est presque deux fois plus éloignée que les membres de ce trio.

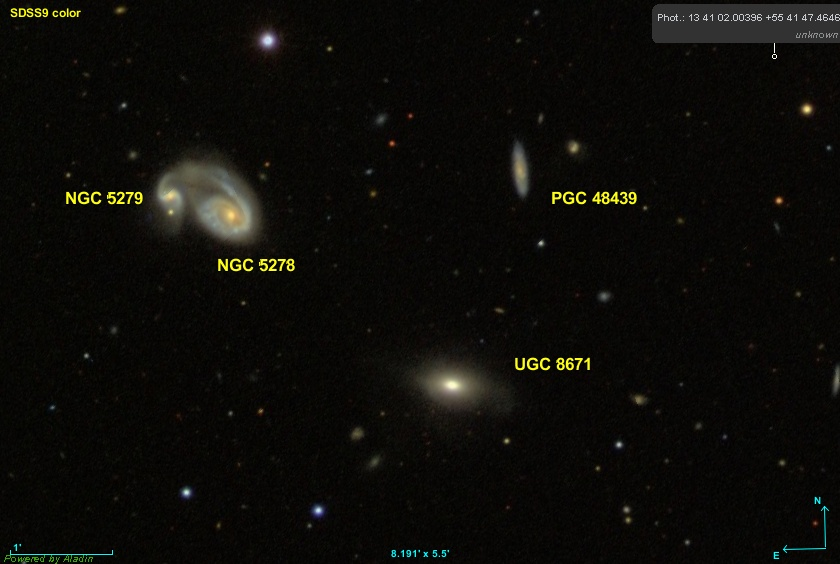
Le trio de galaxie NGC 5278, NGC 5279 et UGC 8671.